# Polygonia undina
Polygonia undina ist ein Schmetterling (Tagfalter) aus der Familie der Edelfalter (Nymphalidae), der in Asien vorkommt.

## Beschreibung
Polygonia undina ist Polygonia egea sehr ähnlich. Sie ist aber oberseits sehr hell rötlich braun mit kleinen Flecken, von denen die in den Medianzwischenräumen liegenden Flecke und der Hinterrandfleck oft reduziert sind oder auch teilweise fehlen. Die Unterseite ist ziemlich hell, weißlich grau grundiert mit feiner Maserung und dunkler Mittelbinde.

## Ähnliche Arten
- C-Falter (Polygonia c-album) (Linné, 1758) kommt in Europa, Nordafrika und Asien bis Japan vor und hat mehr und größere dunkle Flecke.[2]
- Südlicher C-Falter (Polygonia egea) (Cramer, [1775]) ist von Südeuropa über Kleinasien und Zentralasien bis Afghanistan verbreitet und hat mehr schwarze Zeichnungselemente[3]
- Polygonia c-aureum (Linné, 1758) ist in Ostasien verbreitet und hat postdiskal blaue Flecke auf den Flügeloberseiten.[3]
- Polygonia interposita (Staudinger, 1881) hat rundere Einschnitte am Flügelrand und ausgedehntere schwarze Flecken. Sie ist vom Ghissar- bis zum Altai-Gebirge, in Nordwest-China und im Himalaya verbreitet.[3]

## Vorkommen
Polygonia undina kommt vom Ghissar- bis zum Altai-Gebirge, in Nordwest-China und im Himalaya vor.

## Systematik
Polygonia undina wurde 1890 von Grigori Jefimowitsch Grum-Grschimailo als Variation des C-Falters (Vanessa c-album var. undina) erstbeschrieben. Grum-Grschimailo war sich nicht sicher, ob es sich um eine Variation des C-Falters (P. c-album) oder des Südlichen C-Falters (P. egea) handelt und entschied sich für ersteren. Danach wurde undina lange als Unterart von P. egea betrachtet, sie erhielt aber nach DNA-Analysen aus dem Jahr 2009 Artstatus, da sie klar differenziert ist und keine Hybridisierung mit P. egea bekannt ist.